# Fnjóská
Fnjóská – rzeka w północnej Islandii o długości 117 km, dziewiąta pod względem długości rzeka Islandii. Jest jedną z większych rzek Islandii, która nie jest zasilana wodami lodowcowymi, a bezpośrednio wodami opadowymi. W porównaniu z rzekami lodowcowymi ma zdecydowanie niższy średni przepływ. 
Źródła rzeki znajdują się na płaskowyżu w środkowej części Islandii zwanym Sprengisandur. Rzeka płynie w kierunku północnym w głębokich dolinach Bleiksmýrardalur i Fnjóskádalur. W dolnym biegu przepływa przez las Vaglaskógur, jeden z największych obszarów leśnych na Islandii. Tuż przed ujściem, na półwyspie Flateyjarskagi, skręca w kierunku zachodnim i uchodzi do wschodniej części fiordu Eyjafjörður, w okolicach osady i muzeum w Laufás. Dolina Fnjóská jest bardzo słabo zaludniona.